# Салим Али (национальный парк)
Национальный парк Салим Али (ранее Национальный парк Город Лес) — национальный парк в Джамму и Кашмире, Индия. Он занимает 9,07 км² и находится в непосредственной близости от Сринагара. Сринагарский аэропорт в 12 км от парка. Парк назван в память о знаменитом индийском орнитологе Салиме Али. Между 1998 и 2001 годами территория парка была преобразована в поле для гольфа Royal Springs Фаруком Абдуллой, бывшим тогда главным министром региона Джамму и Кашмир.
В парке были представлены многие дикие виды, в том числе кашмирский олень, мускусный олень, гималайский медведь, леопард, гималайский сероу и 70 видов птиц, в том числе райская мухоловка, гималайский монал и гималайский снежный петух а также аисты, белые цапли, разнообразные виды уток и кингфишер. Мангровые болота Чорао стали пристанищем для крабов, илистых прыгунов и крокодилов.